# Moteur ultrasonique

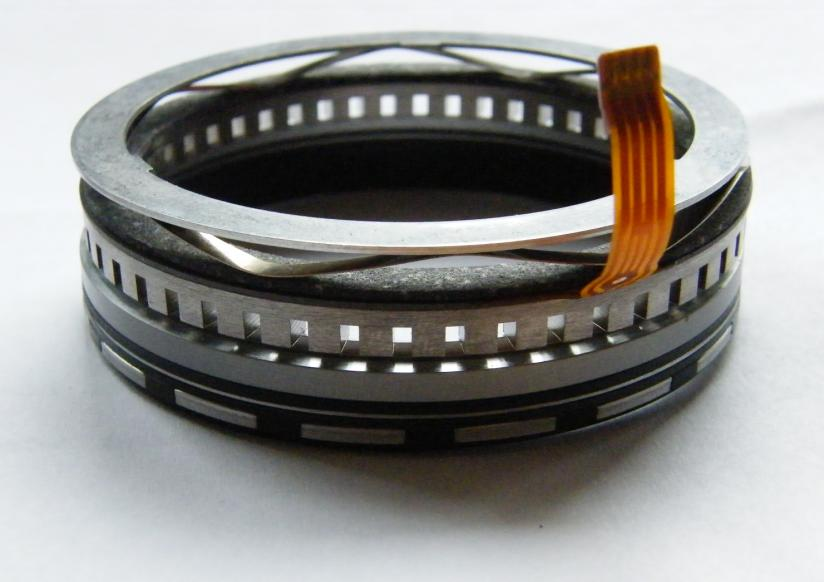
Un moteur ultrasonique.

Un moteur ultrasonique est un type de moteur piézoélectrique mû par la vibration ultrasonore d'un composant, le stator, placé en face d'un autre composant, le rotor ou le « glisseur » selon le mode de fonctionnement (rotation ou translation linéaire). Les moteurs ultrasonores différent des autres  moteurs piézoélectriques sur plusieurs points, bien que tous deux utilisent un matériau piézoélectrique, le plus souvent du titano-zirconate de plomb (PZT) et parfois du niobate de lithium ou d'autres matériaux monocristallins. La différence la plus flagrante est l'utilisation de la résonance dans ces moteurs pour amplifier la vibration du stator en contact avec le rotor. Les moteurs ultrasoniques autorisent également des rotations ou des translations arbitrairement grandes, tandis que les actuateurs piézoélectriques sont limités par la déformation statique qui peut être générée dans l'élément piézoélectrique.
Une application courante des moteurs ultrasonores se situe dans les objectifs photographiques où ils sont utilisés pour déplacer certaines lentilles du système autofocus. Les moteurs ultrasoniques remplacent les micro-moteurs bruyants et souvent plus lents dans cette application.

## Principe de fonctionnement
Le frottement sec est souvent utilisé dans le contact, et la vibration ultrasonore induite dans le stator est utilisée à la fois pour générer le mouvement du rotor et pour moduler les forces de friction présentes à l'interface. La modulation de friction permet le mouvement d'ensemble du rotor (c'est-à-dire au-delà de celui d'un cycle de vibration) ; sans cette modulation, les moteurs ultrasoniques de fonctionneraient pas.
Deux méthodes différentes sont généralement utilisées pour contrôler le frottement au niveau de l'interface de contact stator-rotor, la vibration à ondes progressives et la vibration à ondes stationnaires. Certaines des premières versions de moteurs fonctionnels dans les années 1970, celle de Sashida par exemple, utilisaient des vibrations à ondes stationnaires en combinaison avec des ailettes inclinées par rapport à la surface de contact pour créer un moteur, bien que ce dernier ne puisse tourner que dans une seule direction. Des conceptions ultérieures par Sashida et des chercheurs de Matsushita, d'ALPS, et de Canon ont utilisé des vibrations à ondes progressives pour obtenir un mouvement bi-directionnel, et ont constaté que cette disposition offrait une meilleure efficacité et moins d'usure de l'interface de  contact. Un moteur ultrasonique à 'transducteur hybride' ayant un couple exceptionnellement élevé utilise à la fois des éléments piézoélectriques à pôles circonférentiels et des éléments à pôles axiaux pour créer des vibrations axiales et de torsion au niveau de l'interface de contact, constituant une technique d'entraînement qui se situe entre les techniques d'entraînement à ondes stationnaires et celles à ondes progressives.
Une observation clé dans l'étude des moteurs ultrasoniques est que le pic de vibration qui peut être induit dans les structures se produit à une vitesse de vibration relativement constante quelle que soit la fréquence. La vitesse de vibration est simplement la dérivée temporelle du déplacement de vibration dans la structure, et n'est pas (directement) reliée à la vitesse de propagation de l'onde au sein de la structure. De nombreux matériaux techniques adaptées aux vibrations permettent une vitesse de vibration maximale d'environ 1 m/s. Aux basses fréquences - à 50 Hz, par exemple - une vitesse de vibration de 1 m/s dans un woofer donnerait des déplacements d'environ 10 mm, ce qui est visible. Lorsque la fréquence est augmentée, le déplacement diminue et l'accélération augmente. Comme la vibration devient inaudible à environ 20 kHz, les déplacements de vibration sont de l'ordre de quelques dizaines de micromètres, et des moteurs ont été fabriqués fonctionnant avec des ondes acoustiques de surface
(SAW) à 50 MHz et qui ont des amplitudes de vibration de seulement quelques nanomètres. De tels dispositifs nécessitent un soin particulier dans la fabrication pour atteindre la précision nécessaire pour pouvoir utiliser ces déplacements à l'intérieur du stator.
Plus généralement, il existe deux types de moteurs, avec contact et sans contact, ce dernier étant rare et nécessitant un fluide de travail pour transmettre les vibrations ultrasonores du stator vers le rotor. La plupart des versions utilisent l'air, comme certaines des premières versions de Hu Junhui,. Les recherches dans le domaine se poursuivent, en particulier sur la lévitation acoustique en champ proche pour ce genre
d'application (ceci est différent de la lévitation acoustique en champ lointain,
qui maintient l'objet à une distance allant de la moitié à plusieurs longueurs d'onde de l'objet vibrant).

## Applications
Ces moteurs ont une grande précision, un couple élevé en liaison directe, une vitesse raisonnable et un niveau de bruit minimal. Ils sont sans aimants et ne produisent quasiment pas de champ magnétique, ce qui peut être déterminant dans certaines applications. Leur efficacité énergétique (comme tous les moteurs piézoélectriques) est faible, ce qui en pratique les limite aux applications de faible puissance (quelques dizaines de watts au maximum), tel que le positionnement précis d'un élément mobile.[réf. nécessaire]
Canon fut l'un des pionniers du moteur ultrasonore, et rendit le "USM" célèbre à la fin des années 1980 en l'incorporant dans ses objectifs autofocus à monture Canon EF. De nombreux brevets sur les moteurs ultrasoniques ont été déposés par Canon, par Nikon, son principal rival dans les domaines des objectifs, et par d'autres industriels depuis le début des années 1980. Canon n'a pas uniquement intégré un moteur ultrasonique (USM) dans ses objectifs pour appareils reflex, mais également dans le bridge Canon PowerShot SX1 IS. Le moteur ultrasonique est maintenant utilisé dans beaucoup d'appareils électroniques grand public et de bureau nécessitant des mouvements de rotation précis sur de longues périodes de temps.
La technologie a été appliquée aux objectifs photographiques par de nombreuses fabricants d'objectifs sous différents noms :
- Canon – USM, UltraSonic Motor
- Minolta, Konica Minolta, Sony – SSM, Super Sonic wave Motor (moteur annulaire)
- Nikon – SWM, Silent Wave Motor
- Olympus – SWD, Supersonic Wave Drive
- Panasonic – XSM, Extra Silent Motor
- Pentax – SDM, Supersonic Dynamic Motor
- Samyang – DLSM, Dual Linear Sonic Motor
- Sigma – HSM, Hyper Sonic Motor
- Sony - DDSSM, Direct Drive Super Sonic wave Motor (moteur linéaire)
- Tamron - USD, Ultrasonic Silent Drive ; PZD, Piezo Drive
- Actuated Medical, Inc. - Direct Drive, moteur ultrasonique compatible MRI